# Cussy
Cussy és un municipi francès situat al departament de Calvados i a la regió de Normandia. L'any 2007 tenia 131 habitants.

## Demografia

### Població
El 2007 la població de fet de Cussy era de 131 persones. Hi havia 52 famílies de les quals 12 eren unipersonals (8 homes vivint sols i 4 dones vivint soles), 24 parelles sense fills i 16 parelles amb fills.
La població ha evolucionat segons el següent gràfic:
Habitants censats

### Habitatges
El 2007 hi havia 62 habitatges, 58 eren l'habitatge principal de la família i 4 estaven desocupats. Tots els 62 habitatges eren cases. Dels 58 habitatges principals, 49 estaven ocupats pels seus propietaris i 9 estaven llogats i ocupats pels llogaters; 2 tenien dues cambres, 6 en tenien tres, 14 en tenien quatre i 36 en tenien cinc o més. 52 habitatges disposaven pel capbaix d'una plaça de pàrquing. A 26 habitatges hi havia un automòbil i a 31 n'hi havia dos o més.

### Piràmide de població
La piràmide de població per edats i sexe el 2009 era:
| Homes | Edats   | Dones |
| ----- | ------- | ----- |
| 0     | 95 o +  | 0     |
| 0     | 90 a 94 | 0     |
| 0     | 85 a 89 | 0     |
| 0     | 80 a 84 | 0     |
| 0     | 75 a 79 | 0     |
| 4     | 70 a 74 | 0     |
| 0     | 65 a 69 | 4     |
| 12    | 60 a 64 | 4     |
| 4     | 55 a 59 | 8     |
| 0     | 50 a 54 | 4     |
| 16    | 45 a 49 | 16    |
| 4     | 40 a 44 | 4     |
| 4     | 35 a 39 | 0     |
| 0     | 30 a 34 | 4     |
| 4     | 25 a 29 | 4     |
| 4     | 20 a 24 | 0     |
| 24    | 15 a 19 | 0     |
| 4     | 10 a 14 | 4     |
| 4     | 5 a 9   | 8     |
| 4     | 0 a 4   | 0     |

## Economia
El 2007 la població en edat de treballar era de 89 persones, 59 eren actives i 30 eren inactives. De les 59 persones actives 51 estaven ocupades (27 homes i 24 dones) i 8 estaven aturades (3 homes i 5 dones). De les 30 persones inactives 14 estaven jubilades, 12 estaven estudiant i 4 estaven classificades com a «altres inactius».

### Ingressos
El 2009 a Cussy hi havia 65 unitats fiscals que integraven 152 persones, la mediana anual d'ingressos fiscals per persona era de 21.158,5 €.

### Activitats econòmiques
Dels 5 establiments que hi havia el 2007, 1 era d'una empresa de construcció, 1 d'una empresa de comerç i reparació d'automòbils, 2 d'empreses de serveis i 1 d'una empresa classificada com a «altres activitats de serveis».
Dels 2 establiments de servei als particulars que hi havia el 2009, 1 era un paleta i 1 veterinari.
L'any 2000 a Cussy hi havia 8 explotacions agrícoles que ocupaven un total de 342 hectàrees.

## Poblacions més properes
El següent diagrama mostra les poblacions més properes.